# Villamuriel de Campos
Villamuriel de Campos község Spanyolországban, Valladolid tartományban.  Lakosainak száma 51 fő (2024).

## Népesség
A település népessége az utóbbi években az alábbiak szerint változott:
| Lakosok száma | 86   | 81   | 80   | 81   | 64   | 58   | 56   | 52   | 47   | 51   |
|               | 2001 | 2004 | 2007 | 2009 | 2012 | 2014 | 2017 | 2019 | 2022 | 2024 |